# Schwarzer Jahrmarkt
Schwarzer Jahrmarkt ist eine Kabarett-Revue mit dem Text und der Musik von Günter Neumann. Versehen mit dem Untertitel „Eine Revue der Stunde Null“ erlebte sie Anfang Dezember 1947 ihre Uraufführung im Berliner Kabarett Ulenspiegel. Unter der Regie von Carl-Heinz Schroth spielten und sangen Hans Deppe, Ann Höling, Bruni Löbel, Hubert von Meyerinck, Hans Nielsen, Werner Oehlschläger, Alexa von Porembsky, Tatjana Sais und Herbert Weißbach.

## Inhalt
Günter Neumann wählte seinen Titel in Anlehnung an den Begriff Schwarzmarkt, der unmittelbar nach dem Ende des Zweiten Weltkrieges zu florieren begann. Die 22 Szenen spielen auf einem Rummelplatz und schildern die Widrigkeiten, denen die Menschen nach 1945 ausgesetzt waren. Der Zuschauer begegnet in den Sketchen und Liedern Zeitgenossen wie dem Heimkehrer, dem Ewiggestrigen oder dem Durchschnittsdeutschen Herrn Häufig. Neumann zeigt sich einmal mehr als Skeptiker und Mahner hinsichtlich der Entwicklung Nachkriegs-Deutschlands.

## Kritiken
Sowohl vom Publikum als auch von der Kritik wurde der Schwarze Jahrmarkt durchweg positiv aufgenommen. So urteilte der Kritiker Friedrich Luft am 20. Dezember 1947 in der Neuen Zeitung: Der „Schwarze Jahrmarkt“ übertrifft alles, was wir bisher aus der sogenannten leichten Feder überhaupt sehen konnten.
Die Neue Zürcher Zeitung schrieb am 8. Januar 1948: Der „Ulenspiegel“ hat mit seiner neuen, Anfang Dezember herausgestellten Szenenfolge „Schwarzer Jahrmarkt“ einen Höhepunkt an treffendem, oft bitterem Witz, an schonungsloser Zeitsatire, an schnoddriger Kritik gen Ost und West erreicht, der schwer zu überbieten sein wird.
Nach einem Bericht des Spiegel vom 8. Januar 1948 hatte der französische Dramatiker Jean-Paul Sartre eine Vorstellung des Schwarzen Jahrmarkts besucht. Dem Artikel zufolge „beneidete selbst ein Jean-Paul Sartre ihn [Neumann] wegen seiner Fähigkeit, Wort und Musik gleich gelenk zu gebrauchen und wegen seiner Zähigkeit, mit beidem ins Schwarze der Zeit zu treffen.“
Bereits am 22. Juni 1948 wurde Schwarzer Jahrmarkt zum 225. Mal aufgeführt.

## Wiederaufführung
Gemeinsam mit Tatjana Sais und unter seiner Regie richtete der damalige Intendant der Bühnen der Hansestadt Lübeck, Karl Vibach, die Revue 1974 neu ein, die damit einen weiteren großen Erfolg erzielen konnte. Nach der Lübecker Premiere am 24. Februar 1974, wurde sie ab 23. August 1974 auch am Berliner Hebbel-Theater mit Angelika Milster gezeigt, 1976 ging Vibach mit der Inszenierung auf Deutschland-Tournee. Am 6. Juni 1974 besuchte die deutsche Fußballnationalmannschaft vom Trainingslager in Malente kommend eine Aufführung im Theater Lübeck.
Darsteller der Wiederaufnahme in Lübeck waren erneut Tatjana Sais sowie Edith Elsholtz, O. E. Hasse, Jo Herbst, Erik Ode, Uwe Paulsen, Günter Pfitzmann, Kurt Pratsch-Kaufmann und die Rosy-Singers. Eine Studioaufnahme dieser Inszenierung erschien 1975 auf einer Langspielplatte.
In Berlin spielten unter Vibachs Regie unter anderem Reiner Brönneke, Edith Elsholtz, Waltraud Hellmann, Jo Herbst, Angelika Milster und Reinhard Morowski.
Das 'Schwäbische Landestheater' in Memmingen spielte mit großem Erfolg dieses Werk im Jahre 1976 – und dann noch einige Male im Jahre 1977 – im Umland von Memmingen; u. a. bis nach Schwäbisch Gmünd, Kempten/Allgäu und Heidenheim/Brenz. Der neue Intendant, Hans Thoenies, der das Theater mit 'Zugstücken' wieder in Schwung brachte, hatte die Kulissen aus Lübeck aufgekauft und Karl Vibach kam auch zu den Schlussproben persönlich nach Memmingen gereist. (Den Schriftzug 'Wo ist der Obergefreite Schneider' – eine für die Nachkriegszeit übliche Art nach Vermissten zu suchen – schrieb er eigenhändig in Sütterlin-Schreibschrift am Ende seines Besuches auf eine Kulisse.) Regie bei allen Aufführungen hatte dort seine Assistentin Helga Wolf. Sogar der traditionelle jährliche Abstecher nach Hameln, fand im Sommer 1977 mit diesem Stück statt. Die Musikalische Leitung hatte sehr kurzfristig Joseph Kanz – damals noch Student am Richard Strauss-Konservatorium übernommen, weil der Pianist völlig unerwartet ausgefallen war. Zusammen mit seinem Studienfreund Raimund See teilte er sich dann die zahlreichen Aufführungen des Jahres 1976. Das Ensemble bestand allerdings nur aus Klarinette, Klavier, Schlagzeug und Kontrabass. Thoenies, als Intendant eines kleinen Theaters war sehr froh darüber, weil seine finanziellen Möglichkeiten doch sehr begrenzt waren und er schon fürchtete die Sache vorläufig abzublasen. (Thoenies hat bei seinem Ensemble zeitlebens den Ruf, dass er nie jemanden vergaß, der ihm geholfen hatte; und hätte gerne Kanz 1984 als Chordirektor in Lübeck geholt, konnte sich jedoch mit dem dortigen musikalischen Leiter darüber nicht einig werden.)

## Adaptionen
Auf der Grundlage des Schwarzen Jahrmarkts schrieb Günter Neumann das Drehbuch für den Film Berliner Ballade, der 1948 mit Gert Fröbe als Hauptdarsteller in die Kinos kam. Ursprünglich sollte auch der Film den Titel Schwarzer Jahrmarkt erhalten, doch über Vorschläge wie Deutscher Jahrmarkt und Berliner Straße 48, einigte man sich schließlich auf Berliner Ballade.
Am 5. März 1949 strahlte der damalige Nordwestdeutsche Rundfunk eine gut einstündige Hörfunkfassung des Schwarzen Jahrmarkts aus. Regie führte Erik Ode, es sangen und sprachen Carola Görlich, Sigrid Lagemann, Hans Leibelt, Georgia Lind, Erik Ode, Werner Oehlschläger, Ethel Reschke, Georg Thomalla und Herbert Weißbach. Olaf Bienert hatte die musikalische Leitung.

## Veröffentlichungen
- Schwarzer Jahrmarkt. Eine Revue der Stunde Null. Mit einer Einleitung von Friedrich Luft, Photos der Inszenierungen im Cabaret Ulenspiegel (1947) und des Hebbel-Theaters (1974), sowie Zeichnungen von Erich Rauschenbach. (Textbuch), Berlin-Wannsee 1975, Lothar Blanvalet Verlag
- Schwarzer Jahrmarkt, Studio-Aufnahme der Lübecker Inszenierung, (LP), 1975, Phonogram, 6305 259